# Großer Beilstein
Der Große Beilstein (kurz auch nur Beilstein) ist ein Gipfel in der Hochschwabgruppe im österreichischen Bundesland Steiermark.

## Lage und Umgebung
Der Große Beilstein befindet sich rund drei Kilometer südwestlich des Hochschwab-Gipfels. Er ist eine jener Formationen, die aus dem kleinteilig zergliederten Abbruch des Hochschwab-Plateaus zum Trawiestal im Süden markant hervorragen. Sein Gipfel ist als freistehender Felsturm ausgebildet und nur über einen schmalen, etwa 110 Meter eingetieften Sattel an der Nordwestseite mit dem Plateau verbunden. Dahinter erhebt sich eine als „Kloben“ bezeichnete Formation, die den Beilstein um rund 30 Meter überragt, aber in den offiziellen Kartenwerken (ÖK50, GIS-Steiermark) nicht als eigener Gipfel ausgewiesen ist. Im Osten ist der Beilstein durch das Rauchtal bzw. Rauchkar scharf von der Stangenwand abgesetzt, im Westen markieren das weite Schönbergkar und die sogenannte „Salzleiten“ den Übergang zum Zinken.
Eine Besonderheit des Großen Beilsteins ist eine Höhle, die seinen Gipfelbereich ungefähr in Ost-West-Richtung durchläuft.

### Etymologie
Der Name des Berges dürfte sich auf die Jagd beziehen. Das mittelhochdeutsche Wort bîl bezeichnet die Umstellung des Jagdwildes durch (bellende) Hunde bzw. die Gegenwehr des Wildes gegen diese.

## Geologie und Geomorphologie
Der Hochschwab und die ihn westlich umgebende Hochfläche, aus deren Abbruchkante der Große Beilstein vorkragt, besteht vorrangig aus Wettersteinkalk, dieser ist leicht wasserlöslich und führt damit zu der typischen Verkarstung. Unterhalb des Wettersteinkalks befinden sich Schichten aus Werfener Schiefer, die einige Kilometer westlich (etwa im Bereich des Sackwiesensees) ebenfalls zutage treten. Während der Würmeiszeit war das Areal von einem Plateaugletscher bedeckt. Aufgrund geringer Eisbewegung sind die erwähnten Hochflächen nur wenig glazial überprägt. An ihren Randabstürzen und in Steilstufen zwischen den Flächen wurden jedoch Kare gebildet, die mit ihren Felswänden und Schutthalden und mit den zwischen ihnen aufragenden Graten den Hochgebirgscharakter der Gegend prägen.
Eine detaillierte geologische Kartierung des Großen Beilsteins wies 2012 nach, dass der Wettersteinkalk nur die Basis von dessen Gipfelaufbau bildet. Auf den Wettersteinkalk folgt eine Überschiebungszone aus Grafensteig- und Reiflingerkalken, an der der aus Steinalmkalk bestehende Beilstein-Gipfel nach Süden über den Wettersteinkalk geschoben wurde.

## Wandern und Klettern
Der Nord-Süd-Weitwanderweg 05 sowie der Nordalpenweg 01 und damit auch die Europäischen Fernwanderwege E6 und E4 führen einige hundert Meter nordwestlich des Großen Beilsteins vorbei, dessen Gipfel jedoch Kletterern vorbehalten bleibt. Aus dem Trawiestal führen mehrere meist unmarkierte und i. d. R. schwierig (mindestens T3 nach der SAC-Wanderskala) zu gehende Steige durch die Kare auf das Plateau. Die Wege durch das Rauchtal östlich und das Schönbergkar westlich des Großen Beilsteins sind für Wanderer unangenehm steil und schottrig, hingegen bei Skitourengehern beliebt. Bei Kletterern beliebt ist die aus dem Rauchtal gut zugängliche Ostseite des Beilsteins.

## Literatur und Karten

Ansichten
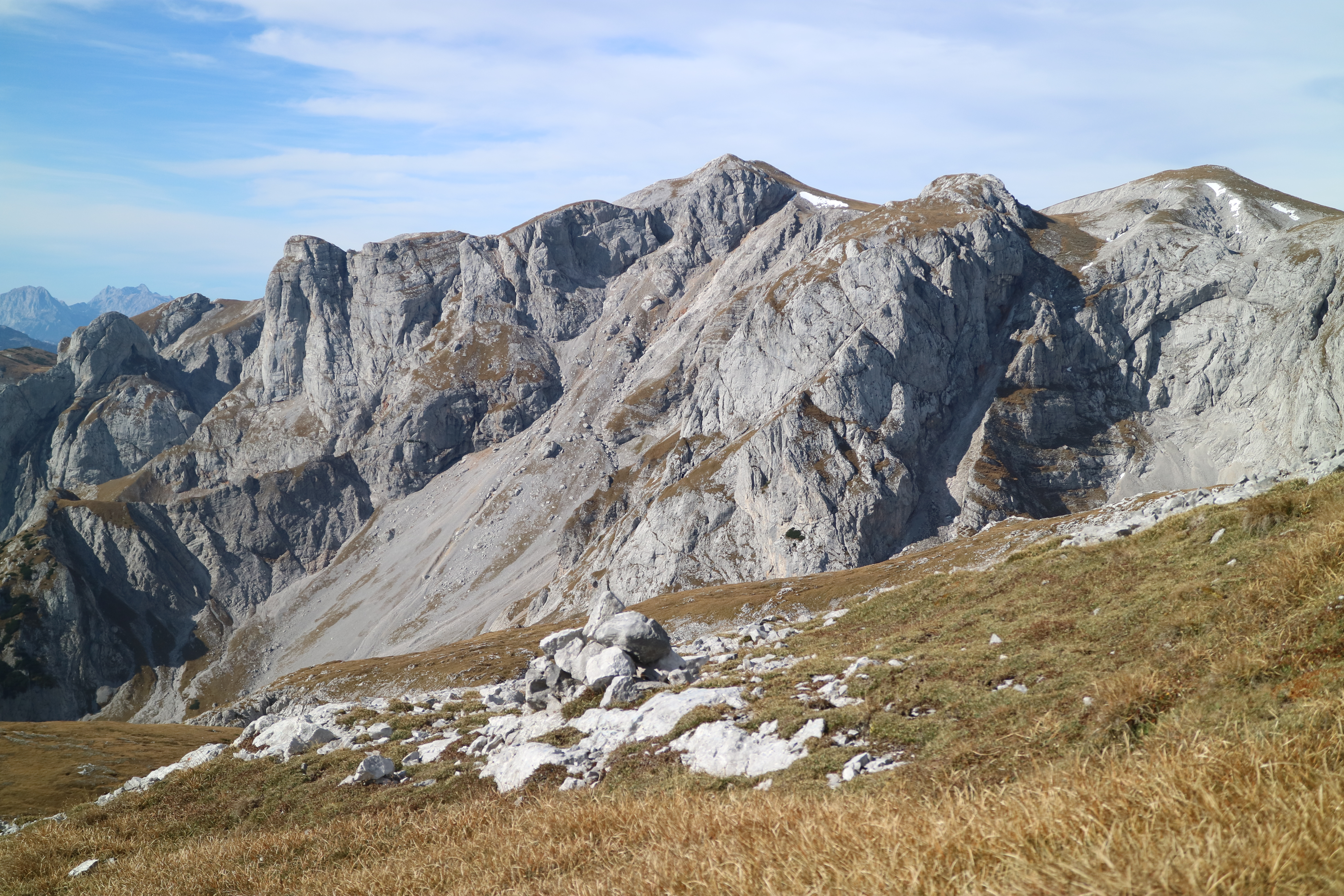
Blick vom Karlhochkogel nach Westen, der Große Beilstein abgesetzt und niedriger am linken Bildrand
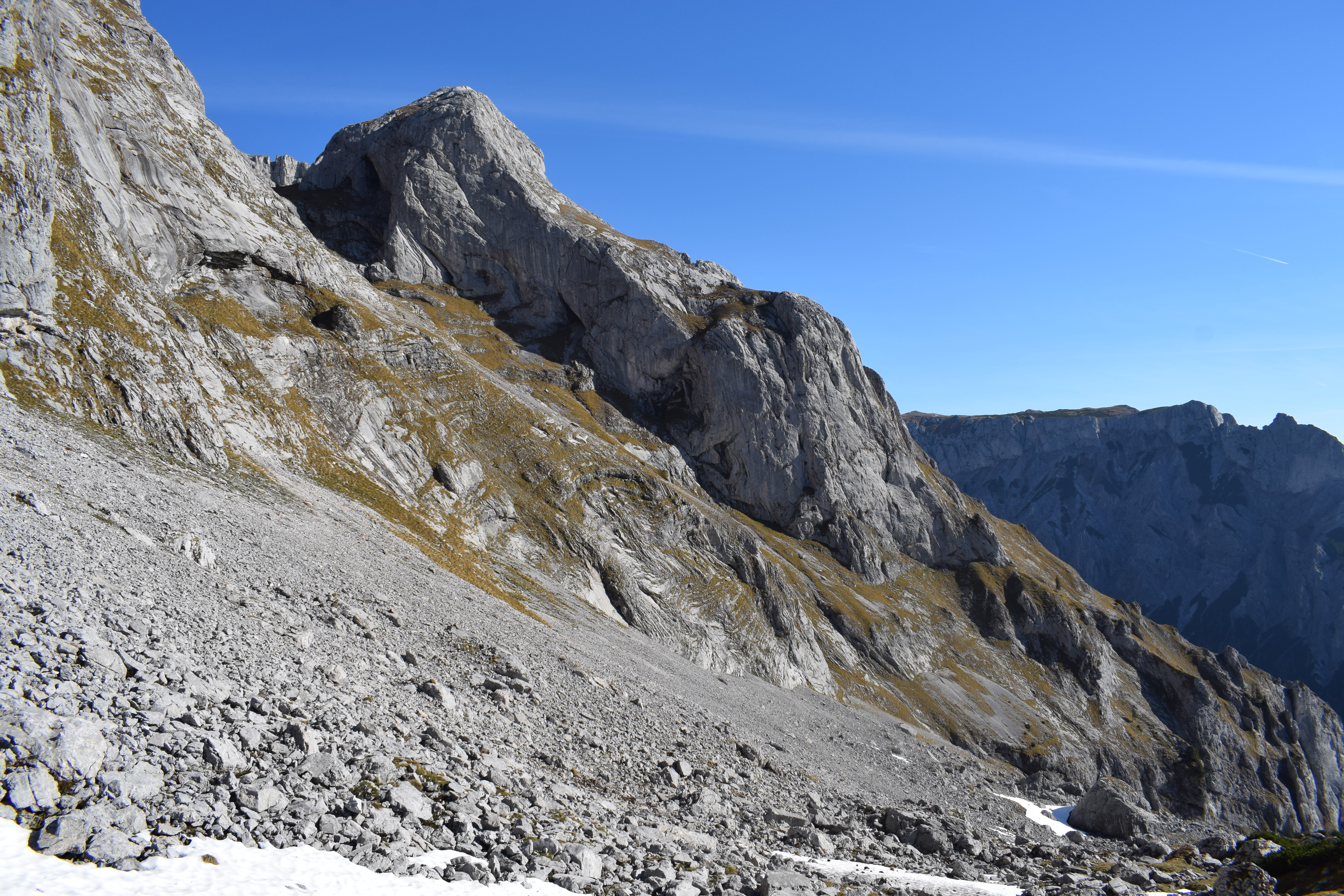
Westseite des Großen Beilsteins, beschattet das westliche Höhlenportal
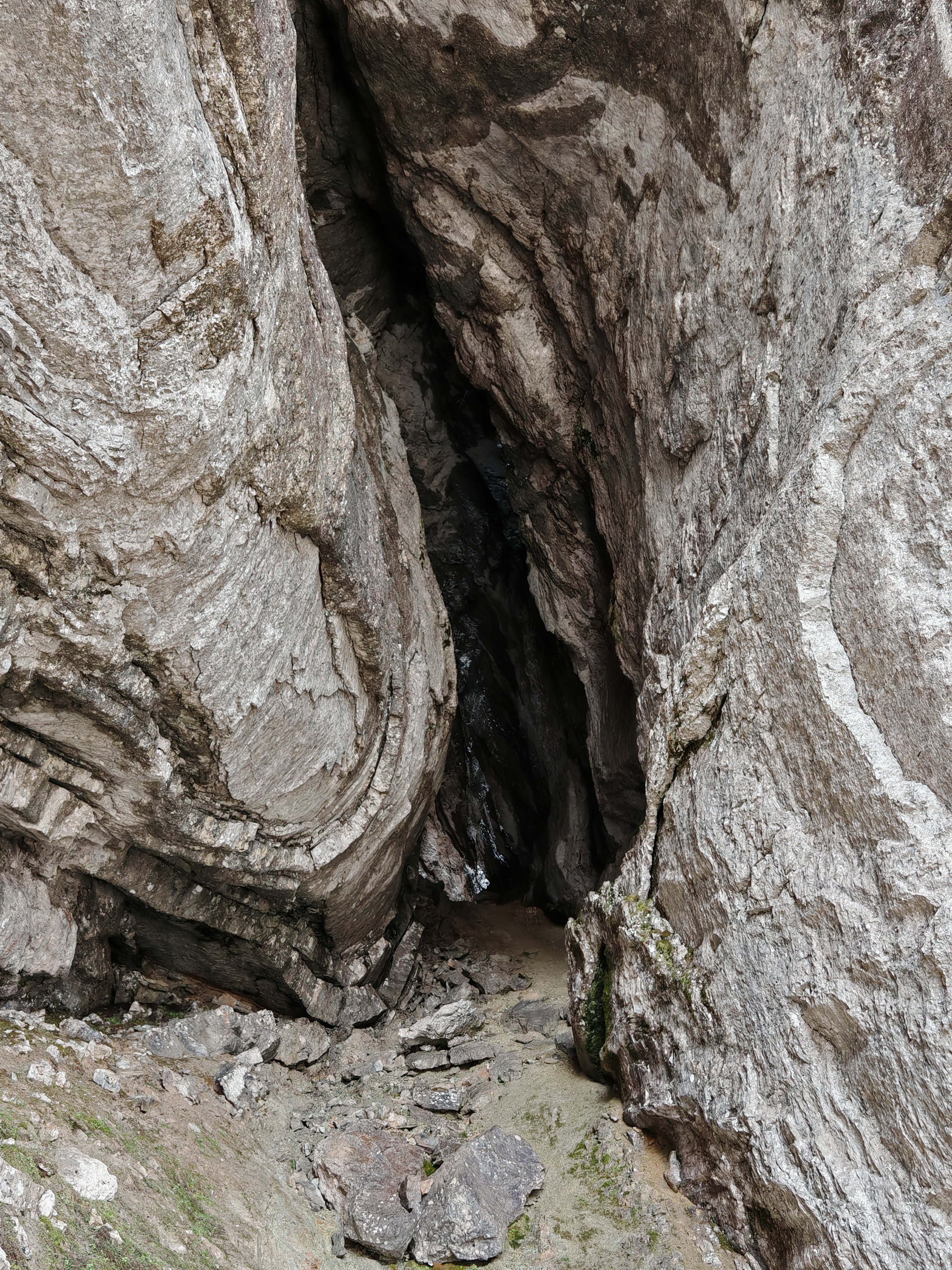
Westliches Portal der Beilsteinhöhle
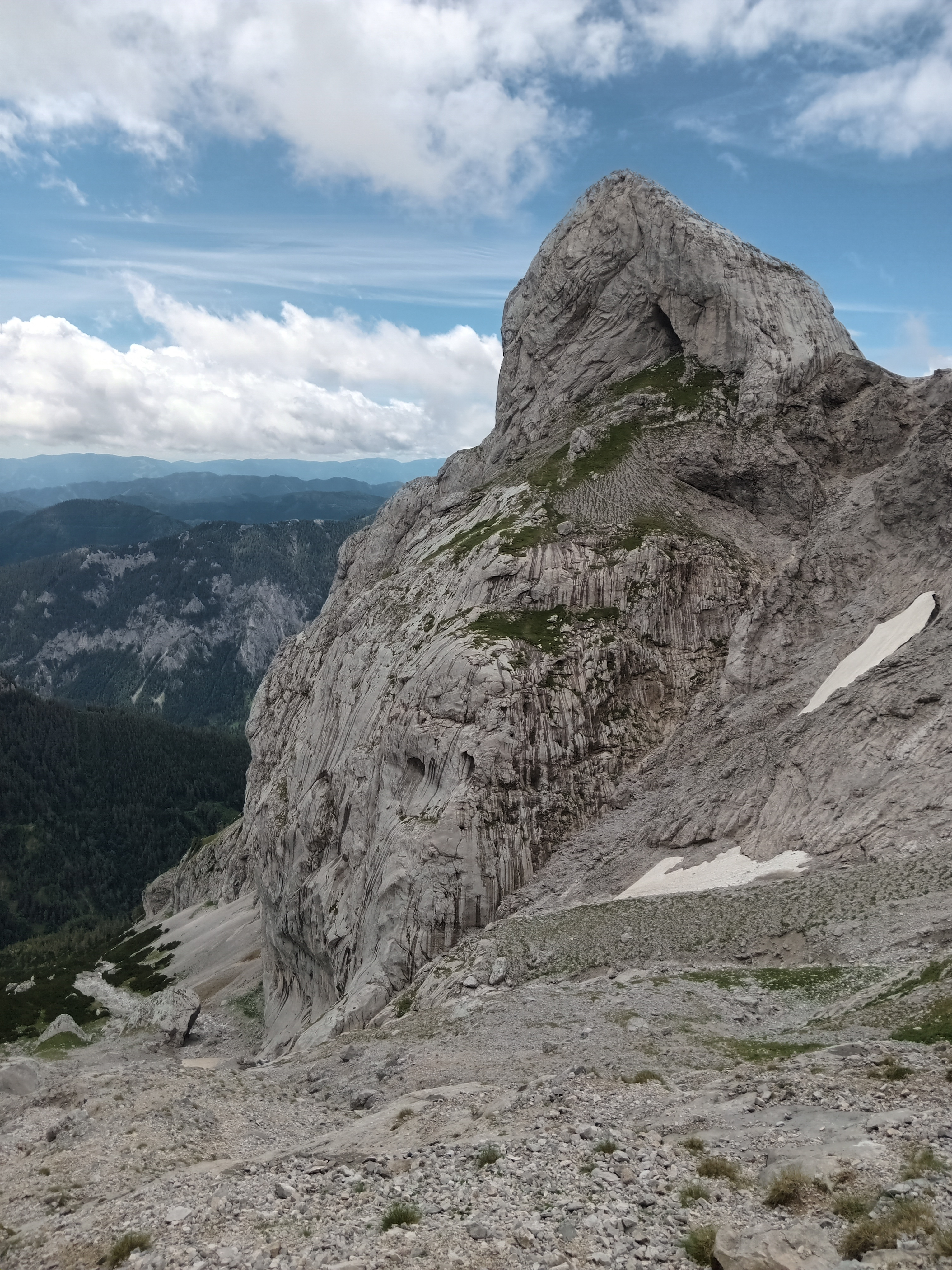
Großer Beilstein von Nordosten mit östlichem Höhlenportal
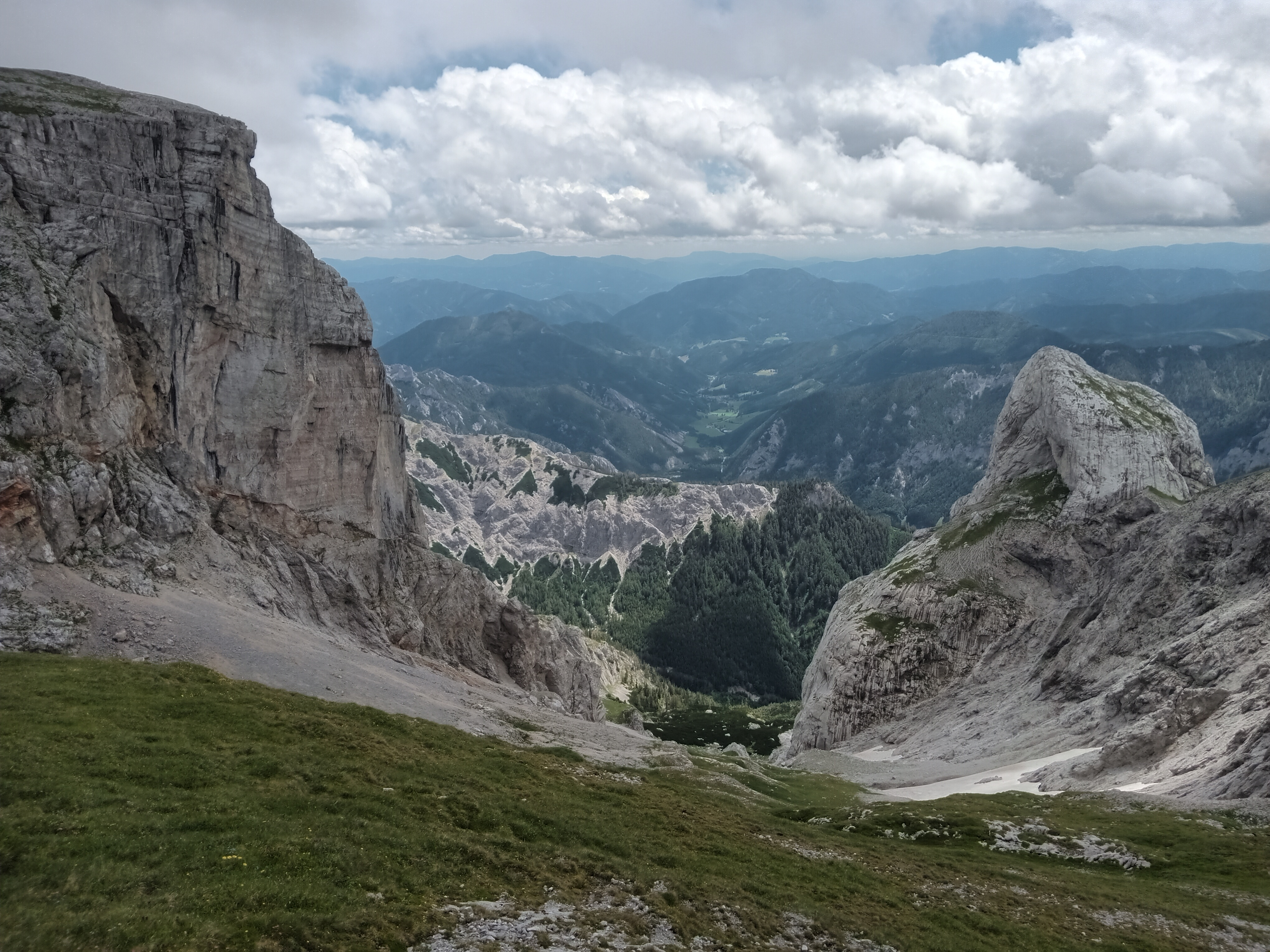
Stangenwand und Großer Beilstein vom ober Ende des Rauchkars aus gesehen